# 细毛背鳞虫
细毛背鳞虫（学名：Lepidonotus tenuisetosus）为多鳞虫科背鳞虫属的动物。分布于马达加斯加、红海、波斯湾、印度以及中国南海、黄海、东海等海域，属于热带暖水种。